# Cinchona
Cinchona, eller kinaträd, är ett släkte måreväxter som härstammar från Anderna. De är viktiga medicinalväxter och innehåller bland annat kinin. Cinchona kan bli upp till 20 meter höga.